# Лоутер, Джеймс, 7-й граф Лонсдейл
Джеймс Хью Уильям Лоутер, 7-й граф Лонсдейл (англ. James Hugh William Lowther, 7th Earl of Lonsdale; 3 ноября 1922 — 23 мая 2006) — британский пэр.

## Биография
Родился 3 ноября 1922 года. Старший сын Энтони Лоутера, виконта Лоутера (1896—1949), и Мюриэл Фрэнсис Феррар (? — 1968), дочери сэра Джорджа Герберта Феррара, 1-го баронета (1859—1915).
Джеймс Лоутер получил образование в Итонском колледже, затем в октябре 1940 года он поступил в Кембриджский университет, чтобы изучать машиностроение, но через три месяца бросил курс и записался в армию в 1941 году.
Джеймс Лоутер был направлен в Оксфордский университет, где он всего за шесть месяцев получил степень по электричеству и магнетизму, а в сентябре 1942 года был зачислен в Королевский бронетанковый корпус в качестве полкового технического адъютанта в чине капитана Восточного Йоркширского йоменского полка. Он отвечал за содержание пятидесяти двух танков, двухсот легких транспортных средств и пятидесяти солдат, а также помог высадить первые танки на берег на пляжах Нормандии в день «Д». Позже он был ранен в Кане после высадки, но впоследствии вернулся на фронт.
После демобилизации в 1946 году он руководил компанией по монтажу стали и листового проката в Ньюкасле, пока его отец не умер несколько преждевременно в 1949 году. Он принял приглашение своего деда, Ланселота Лоутера, 6-го графа Лонсдейла, взять на себя управление семейными поместьями, которые впоследствии он унаследовал четыре года спустя после смерти своего деда в 1953 году. К этому времени поместья семьи Лоутер, занимавшие около 90 000 акров (360 км²) в графствах Уэстморленд и Камберленд, были в значительной степени истощены и обременены долгами, а налоговое управление требовало выплата налога на смерть в размере около 2 миллионов фунтов стерлингов. Большая часть собственности поместья в городе Уайтхейвен, построенном в основном предыдущими поколениями Лоутерсов, была продана в рамках его плана спасения, как и продажа акров древесины в поместьях, вырубленных для получения наличных денег, хотя в этом случае на случай, если граф снова пересадит вдвое меньше деревьев. Он также основал ряд новых предприятий, Lowther Construction, Lowther Forestry Group, фермы Лоутер-Парк и парк дикой природы Лоутер, которые помогли восстановить состояние семьи.
После этого его считали спасителем своего семейного поместья, и он сопротивлялся включению в список богатых людей Sunday Times на том основании, что у него практически не было гроша в кармане. Однако после многих лет уклонений он в конце концов был вынужден признать свое богатство и появился в списке богатых людей 2006 года с предполагаемым собственным капиталом в 80 миллионов фунтов стерлингов.
Он ненадолго приобрел общественную известность в 1962 году, когда Манчестерская корпорация предложила превратить озеро Алсуотер в водохранилище, которое будет служить жителям Манчестера. Выступив против этого предложения в Палате лордов, граф Лонсдейл стал ведущей фигурой в Обществе охраны природы Улсуотера, которое выступало против этой схемы и в конечном итоге вынудило корпорацию принять радикально пересмотренную схему. После этого он стал страстно озабочен проблемой сохранения Озерного края и стал противником современной идеи строительства ветряных турбин.
Лорд Лонсдейл был директором-основателем Border Television и председателем этой компании с 1985 по 1990 год. Он также был председателем Северного спортивного совета и членом Спортивного совета Великобритании. Кроме того, он был президентом Grasmere Sports, Patterdale Dog Day и Ассоциации игровых полей Камберленда и Уэстморленда, а также работал в ряде организаций, таких как Hill Farming Advisory Committee, Westmorland Agricultural Committee, Northern Arts and the Rosehill Theatre в Уайтхейвене.
В конце концов он ушёл с поста главы поместья Лоутер в 1993 году, достигнув семидесятилетнего возраста, и передал бизнес своему второму сыну.

## Личная жизнь
Лорд Лонсдейл был женат четыре раза. 18 июня 1945 года первым браком он женился на Туппине Сесили Беннет (? — 1984), дочери капитана Джеффри Генри Беннета и Сесили Клейтон Суон. Супруги развелись в 1954 году, у них родились дочь и сын:
- Леди Джейн Хелен Харборд Лоутер (род. 13 ноября 1947), 1-й муж с 1968 года Гэнри Хантер Вутен Рей, 2-й муж с 1978 года Роберт Чарльз Бенсон (развод в 2002 году). Двое дочерей от второго брака.
- Хью Клейтон Лоутер, 8-й граф Лонсдейл (27 мая 1949 — 22 июня 2021), преемник отца.

9 сентября 1954 года граф Лонсдейл женился на своей родственнице Дженнифер Лоутер (11 июня 1932 — 23 февраля 2021), дочери майора достопочтенного Кристофера Лоутера и внучке Джеймса Лоутера, 1-го виконта Улсуотера. До развода в 1962 году у них были сын и две дочери:
- Леди Миранда Лоутер (род. 1 июля 1955), 1-й муж с 1978 года Мартин Данн, 2-й муж с 1986 года Иэн Кроншоу, от брака с которым у неё одна дочь, 3-й муж — Майкл Стэнли Бомонт Гленн, от брака с которым у неё была дочь.
- Уильям Джеймс Лоутер, 9-й граф Лонсдейл (род. 9 июля 1957)
- Леди Кэролайн Лоутер (род. 11 марта 1959), 1-й муж с 1978 года Гай Питер Томас Форрестер, 2-й муж с 1982 года Стивен Кристофер Эрнест Хант, от брака с которым у неё был один сын; 3-й муж с 1987 года — сэр Чарльз Джон Патрик Лоусон, 4-й баронет[3]. Четверо детей от третьего брака.

6 марта 1963 года лорд Лонсдейл женился на Нэнси Рут Стивенсон (урождённой Коббс) (? — 4 июля 1999), дочери Томаса Коббса. До развода в 1975 году у них был ещё один сын:
- Достопочтенный Джеймс Николас Лоутер (род. 4 декабря 1964), женат на Ванессе Кэтчпол, от брака с которой у него было четверо детей, среди них манекенщица Матильда Лоутер[5].

4 декабря 1975 года Джеймс Лоутер женился на своей четвёртой жене, Кэролайн Шейле Лей (10 мая 1943 — 8 февраля 2019), дочери сэра Джеральда Гордона Лея, 3-го баронета, от которой у него родились ещё сын и дочь:
- Леди Мария-Луиза Кейт Лоутер (род. 1976), вышла замуж за Кристофера Ричарда Реберна, от брака с которым двое детей.
- Достопочтенный Чарльз Александр Джеймс Лоутер (род. 27 февраля 1978)[7].

Лорд Лонсдейл умер в больнице в Карлайле 23 мая 2006 года в возрасте 83 лет . Его старший сын Хью Клейтон Лоутер унаследовал графство и другие титулы.

## Битва за поместье
Всего за четыре дня до смерти графа Лонсдейла в 2006 году "была создана новая компания под названием Lonsdale Settled Estates для управления семейной землей и зданиями, попечителями которой стали сводный брат нынешнего лорда Лонсдейла Чарльз Лоутер и дальний родственник виконт Алсуотер, который, как утверждает его старший сын, лишил его наследства «во всем, кроме имени».